# Crosslauf-Weltmeisterschaften 2017
| Rang   | Nation    | Gold | Silber | Bronze | Gesamt |
| ------ | --------- | ---- | ------ | ------ | ------ |
| 1      | Kenia     | 4    | 5      | 3      | 12     |
| 2      | Äthiopien | 4    | 4      | 1      | 9      |
| 3      | Uganda    | 1    | –      | 2      | 3      |
| 4      | Bahrain   | –    | –      | 1      | 1      |
| 4      | Eritrea   | –    | –      | 1      | 1      |
| 4      | Türkei    | –    | –      | 1      | 1      |
| Gesamt | Gesamt    | 9    | 9      | 9      | 27     |

Die 42. Crosslauf-Weltmeisterschaften der IAAF (offiziell IAAF World Cross Country Championships Kampala 2017) fanden am 26. März 2017 in der ugandischen Hauptstadt Kampala statt. Es waren die vierten Crosslauf-Weltmeisterschaften in Afrika. 

## Teilnehmer
Es waren 553 Athleten aus 59 Ländern gemeldet. In der Mixed-Staffel sollte eigentlich ein Flüchtlingsteam teilnehmen, dieses ging jedoch doch nicht an den Start.
| - Ägypten (2) - Algerien (14) - Äthiopien (30) - Australien (23) - Bahrain (16) - Belgien (1) - Benin (2) - Botswana (12) - Brasilien (1) - Burundi (12) - China (7) - Dänemark (6) - Ecuador (4) - Eritrea (25) - Fidschi (1) | - Frankreich (3) - Gambia (1) - Italien (10) - Japan (21) - Jemen (1) - Jordanien (1) - Kamerun (2) - Kanada (23) - Kenia (30) - Komoren (4) - Kuwait (12) - Libanon (7) - Lesotho (2) - Liberia (2) - Madagaskar (2) | - Malawi (7) - Marokko (18) - Mexiko (3) - Namibia (2) - Nigeria (10) - Peru (16) - Portugal (2) - Republik Kongo (3) - Rumänien (1) - Ruanda (6) - Sambia (2) - Senegal (2) - Seychellen (2) - Sierra Leone (2) - Simbabwe (4) | - Somalia (2) - Spanien (28) - Sri Lanka (2) - Sudan (14) - Südafrika (20) - Südsudan (10) - Swasiland (2) - Tadschikistan (2) - Tansania (28) - Türkei (5) - Uganda (33) - Vereinigte Staaten (28) - Vereinigtes Königreich (21) - Zentralafrikanische Republik (1) |

## Programm
| Datum    | Zeit (UTC+3) | Zeit (MESZ) | Events               |
| -------- | ------------ | ----------- | -------------------- |
| 26. März | 14:00        | 13:00       | Mixed-Staffel-Rennen |
| 26. März | 14:30        | 13:30       | Juniorinnenrennen    |
| 26. März | 15:10        | 14:10       | Juniorenrennen       |
| 26. März | 15:55        | 14:55       | Frauenrennen         |
| 26. März | 16:55        | 15:15       | Männerrennen         |

Im Vergleich zu den Crosslauf-Weltmeisterschaften 2015 wurde die Mixed-Staffel in das Programm aufgenommen. Bei dieser müssen jeweils zwei Männer und zwei Frauen eine Strecke von 2 Kilometern zurücklegen. Die Frauen und die Männer mussten bei ihren Rennen eine Strecke von etwa zehn Kilometern zurücklegen. Während Juniorinnen eine Strecke von etwa sechs Kilometern zurücklegen musste, war die Laufstrecken des Juniorenrennens etwa acht Kilometern lang.

## Ergebnisse

### Männer

#### Einzelwertung
| Platz | Athlet            | Land | Zeit (min) |
| ----- | ----------------- | ---- | ---------- |
| 1     | Geoffrey Kamworor | KEN  | 28:24      |
| 2     | Leonard Barsoton  | KEN  | 28:36      |
| 3     | Abadi Hadis       | ETH  | 28:43      |
| 4     | Jemal Yimer       | ETH  | 28:46      |
| 5     | Aron Kifle        | ERI  | 28:49      |
| 6     | Muktar Edris      | ETH  | 28:56      |
| 7     | Vincent Rono      | KEN  | 29:00      |
| 8     | Ibrahim Jeilan    | ETH  | 29:07      |

Von 146 gemeldeten Athleten gingen 143 an den Start und erreichten 136 das Ziel.

#### Teamwertung
| Platz | Land und Athleten                                                           | Gesamtpunktzahl und Einzelplatzierung |
| ----- | --------------------------------------------------------------------------- | ------------------------------------- |
| 1     | Äthiopien Abadi Hadis Jemal Yimer Muktar Edris Ibrahim Jeilan               | 21 03 04 06 08                        |
| 2     | Kenia Geoffrey Kamworor Leonard Barsoton Vincent Rono Leonard Patrick Komon | 22 01 02 07 12                        |
| 3     | Uganda Timothy Toroitich Abdallah Mande Stephen Kiprotich Joshua Cheptegei  | 72 09 16 17 30                        |

Insgesamt wurden 20 Teams gewertet.

### Frauen

#### Einzelwertung
| Platz | Athletin               | Land | Zeit (min) |
| ----- | ---------------------- | ---- | ---------- |
| 1     | Irene Cheptai          | KEN  | 31:57      |
| 2     | Alice Aprot Nawowuna   | KEN  | 32:02      |
| 3     | Lilian Kasait Rengeruk | KEN  | 32:12      |
| 4     | Hyvin Kiyeng           | KEN  | 32:32      |
| 5     | Agnes Jebet Tirop      | KEN  | 32:32      |
| 6     | Faith Kipyegon         | KEN  | 32:49      |
| 7     | Ruth Jebet             | BRN  | 32:50      |
| 8     | Belaynesh Oljira       | ETH  | 32:53      |

Von 104 gemeldeten Athletinnen gingen alle an den Start und erreichten 100 das Ziel. Die auf Rang 33 eingelaufene Südafrikanerin Louisa Leballo wurde jedoch wegen eines Doping-Vergehens später disqualifiziert.

#### Teamwertung
| Platz | Land und Athletinnen                                                          | Gesamtpunktzahl und Einzelplatzierung |
| ----- | ----------------------------------------------------------------------------- | ------------------------------------- |
| 1     | Kenia Irene Cheptai Alice Aprot Nawowuna Lilian Kasait Rengeruk Hyvin Kiyeng  | 10 01 02 03 04                        |
| 2     | Äthiopien Belaynesh Oljira Senbere Teferi Gebeyanesh Ayele Sentayehu Lewetegn | 45 08 10 13 14                        |
| 3     | Bahrain Ruth Jebet Rose Chelimo Eunice Chumba Desi Mokonin                    | 59 07 09 11 32                        |

Insgesamt wurden 16 Teams gewertet. Zunächst waren es 17 Teams, Südafrika brachte ohne die später disqualifizierte Louisa Leballo jedoch nicht mehr vier ins Ziel eingelaufene Läuferinnen zusammen.

### Junioren

#### Einzelwertung
| Platz | Athlet               | Land | Zeit (min) |
| ----- | -------------------- | ---- | ---------- |
| 1     | Jacob Kiplimo        | UGA  | 22:40      |
| 2     | Amedework Walelegn   | ETH  | 22:43      |
| 3     | Richard Yator        | KEN  | 22:52      |
| 4     | Betesfa Getahun      | ETH  | 22:58      |
| 5     | Selemon Barega       | ETH  | 23:03      |
| 6     | Tefera Mosisa        | ETH  | 23:04      |
| 7     | Amos Kirui           | KEN  | 23:04      |
| 8     | Edwin Kiplangat Bett | KEN  | 23:10      |

Von 106 gemeldeten Athleten gingen 105 an den  Start und erreichten 101 das Ziel.

#### Teamwertung
| Platz | Land und Athleten                                                         | Gesamtpunktzahl und Einzelplatzierung |
| ----- | ------------------------------------------------------------------------- | ------------------------------------- |
| 1     | Äthiopien Amedework Walelegn Betesfa Getahun Selemon Barega Tefera Mosisa | 17 02 04 05 06                        |
| 2     | Kenia Richard Yator Amos Kirui Edwin Kiplangat Bett Wesley Ledama         | 28 03 07 08 10                        |
| 3     | Eritrea Yemane Haileselassie Filmon Ande Kokob Ghebru Mehari Tsegay       | 57 09 11 17 20                        |

Insgesamt wurden 16 Teams gewertet.

### Juniorinnen

#### Einzelwertung
| Platz | Athletin                    | Land | Zeit (min) |
| ----- | --------------------------- | ---- | ---------- |
| 1     | Letesenbet Gidey            | ETH  | 18:34      |
| 2     | Hawi Feysa                  | ETH  | 18:57      |
| 3     | Celliphine Chepteek Chespol | KEN  | 19:02      |
| 4     | Sheila Chelangat            | KEN  | 19:12      |
| 5     | Hellen Ekarare Lobun        | KEN  | 19:16      |
| 6     | Fotyen Tesfay               | ETH  | 19:24      |
| 7     | Peruth Chemutai             | UGA  | 19:29      |
| 8     | Joyline Cherotich           | KEN  | 19:31      |

Von 104 gemeldeten Athletinnen gingen 103 an den Start und erreichten 97 das Ziel.

#### Teamwertung
| Platz | Land und Athletinnen                                                                      | Gesamtpunktzahl und Einzelplatzierung |
| ----- | ----------------------------------------------------------------------------------------- | ------------------------------------- |
| 1     | Äthiopien Letesenbet Gidey Hawi Feysa Fotyen Tesfay Zeineba Yimer                         | 19 01 02 06 10                        |
| 2     | Kenia Celliphine Chepteek Chespol Sheila Chelangat Hellen Ekarare Lobun Joyline Cherotich | 20 03 04 05 08                        |
| 3     | Uganda Peruth Chemutai Sarah Chelangat Adha Munguleya Janat Chemusto                      | 62 07 14 18 23                        |

Insgesamt wurden 16 Teams gewertet.

### Mixed-Staffel
| Platz | Land und Athleten                                                        | Gesamtzeit und Einzelzeiten (min) |
| ----- | ------------------------------------------------------------------------ | --------------------------------- |
| 1     | Kenia Asbel Kiprop Winfred Nzisa Mbithe Bernard Koros Beatrice Chepkoech | 22:22 5:19 6:07 4:58 5:58         |
| 2     | Äthiopien Welde Tufa Bone Cheluke Yomif Kejelcha Genzebe Dibaba          | 22:30 5:25 6:16 5:22 5:27         |
| 3     | Türkei Aras Kaya Meryem Akdağ Ali Kaya Yasemin Can                       | 22:37 5:31 6:13 5:24 5:29         |

Insgesamt gingen 13 Staffeln an den Start, von denen alle das Ziel erreichten. Die ugandische Staffel wurde jedoch disqualifiziert.